# Cylindrophyllum comptonii
Cylindrophyllum comptonii är en isörtsväxtart som beskrevs av L. Bol.. Cylindrophyllum comptonii ingår i släktet Cylindrophyllum, och familjen isörtsväxter. Inga underarter finns listade i Catalogue of Life.